# One Piece of Tape (canção)
"One Piece of Tape" é uma canção da cantora alemã Kim Petras presente em seu primeiro extended play (EP) com o mesmo nome, lançado em 11 de março de 2011. A música também possui um videoclipe, mas a data em que foi originalmente lançado é atualmente desconhecida. Kim postou uma performance acústica da música em seu canal, no entanto, o vídeo ainda está para ressurgir na internet.

## Tema
A música fala sobre vários assuntos, mas no geral é sobre tentar ficar bem consigo mesmo, não se preocupar com o que os outros pensam, porque nada é simples.
Na letra, Kim fala sobre como não há tempo para julgar as pessoas, porque todo mundo é diferente e, no final, todos vamos para o mesmo lugar. No refrão, ela diz através de uma metáfora que uma pequena reclamação não pode consertar o mundo.